# Ja’akow Ben Jezri
Ja’akow Ben Jezri (hebr.יעקב בן-יזרי, ur. 1 października 1927, zm. 17 lutego 2018) – izraelski polityk, były członek Knesetu z listy partii emerytów Gil (nr 2 na liście tego ugrupowania podczas wyborów w 2006).
Urodził się w Maroku. Do Izraela wyemigrował w 1949. Służbę wojskową ukończył w stopniu sierżanta.
Był prezesem Centralnego Funduszu Emerytów, a także przewodniczącym ogólnokrajowej Organizacji Pracowników Funduszy Zdrowia i prezesem Organizacji Emerytów Funduszy Zdrowia. Był także członkiem rady municypalnej jednej z dzielnic Hajfy, Pardes Hanna-Karkur.
Był ekspertem ds. funduszy emerytalnych i opieki zdrowotnej w Izraelu. Został wybrany do siedemnastego Knesetu w 2006 r. Od 4 maja 2006 do 31 marca 2009 minister zdrowia w rządzie Ehuda Olmerta. Tuż po objęciu kierownictwa resortu wywołał kontrowersje, paląc podczas udzielania wywiadu telewizyjnego (był nałogowym palaczem).